# 7359 Messier
7359 Messier è un asteroide della fascia principale. Scoperto nel 1996, presenta un'orbita caratterizzata da un semiasse maggiore pari a 3,0965070 UA e da un'eccentricità di 0,1785880, inclinata di 3,67022° rispetto all'eclittica.
Il nome è in onore di Charles Messier.